# Maechidius paupianus
Maechidius paupianus är en skalbaggsart som beskrevs av Heller 1910. Maechidius paupianus ingår i släktet Maechidius och familjen Melolonthidae. Inga underarter finns listade i Catalogue of Life.